# District de Bastar
Le district de Bastar est un district de l'état du Chhattisgarh, en Inde.

## Géographie
Au recensement de 2011, sa population compte 1 411 647 habitants.
Son chef-lieu est la ville de Jagdalpur. 